# Salem (Indiana)
Pour les articles homonymes, voir Salem.
La ville de Salem est le siège du comté de Washington, situé dans l'Indiana, aux États-Unis. Sa population était de 6 319 habitants lors du recensement de 2010.

## Démographie
| Groupe            | Salem | Indiana | États-Unis |
| ----------------- | ----- | ------- | ---------- |
| Blancs            | 97,5  | 84,3    | 72,4       |
| Métis             | 1,0   | 2,0     | 2,9        |
| Asiatiques        | 0,6   | 1,6     | 4,8        |
| Autres            | 0,3   | 2,7     | 6,4        |
| Afro-Américains   | 0,4   | 9,1     | 12,6       |
| Amérindiens       | 0,3   | 0,3     | 0,9        |
| Total             | 100   | 100     | 100        |
|                   |       |         |            |
| Latino-Américains | 1,0   | 6,0     | 16,7       |

Selon l’American Community Survey, pour la période 2011-2015, 98,81 % de la population âgée de plus de 5 ans déclare parler anglais à la maison, alors que 0,65 % déclare parler l'espagnol et 0,53 % une autre langue.

## Personnalités nées à Salem
- Newton Booth
- John Hay
- Robert H. Milroy
- John Pickler